# Peter Vanderkaay
Peter Vanderkaay (n. 12 februarie 1984, Rochester Hills⁠(d), Michigan, SUA) este un înotător ce a reprezentat Statele Unite ale Americii, medaliat olimpic. A participat la 3 ediții ale Jocurilor Olimpice (2004, 2008, 2012) în care a câștigat 5 medalii de aur și două medalii de bronz.